# Pseudomma magellanensis
Pseudomma magellanensis är en kräftdjursart som beskrevs av O. Tattersall 1955. Pseudomma magellanensis ingår i släktet Pseudomma och familjen Mysidae. Inga underarter finns listade i Catalogue of Life.